# Strana OZ
Strana OZ (russisk: Страна ОЗ) er en russisk spillefilm fra 2015 af Vasilij Sigarev.

## Medvirkende
- Jana Trojanova som Lenka Sjabadinova
- Gosja Kutsenko som Roman
- Andrej Ilenkov som Andrej
- Aleksandr Basjirov som Duke
- Jevgenij Tsyganov